# Hans Mattern
Hans Mattern (* 9. November 1932 in Crailsheim; † 27. Mai 2024 in Crailsheim) war ein deutscher Biologe und Naturschützer aus Baden-Württemberg.

## Werdegang
Hans Mattern studierte von 1952 bis 1960 Biologie, Geographie und Chemie an den Universitäten Tübingen und Innsbruck. Mit einer Arbeit mit dem Titel Algologisch-hydrologische Untersuchungen stehender Gewässer des Keupergebiets bei Crailsheim wurde er in Tübingen promoviert. Von 1960 bis 1962 war er Stipendiat der Deutschen Forschungsgemeinschaft im Bodenseeprojekt. 1962 wurde er an der späteren Bezirksstelle für Naturschutz in Stuttgart angestellt, deren Leiter er von 1973 bis 1997 war.
Für sein Engagement wurde er 1997 mit dem Bundesverdienstkreuz am Bande ausgezeichnet. Er war Ehrenmitglied des Schwäbischen Albvereins, des Schwäbischen Heimatbunds und der Gesellschaft für Naturkunde in Württemberg.
Hans Mattern verfasste zahlreiche Schriften über heimat- und naturkundliche Themen sowie zu Fragen des Naturschutzes.

## Schriften
(Auswahl)
- Einige chemische Werte von kleineren Zuflüssen und vom Uferbereich des westlichen Bodensees, in: Schriften des Vereins für Geschichte des Bodensees und seiner Umgebung, 89. Jg. 1971, S. 117–138 (Digitalisat)
- Über eine Rotfärbung im Bodensee-Untersee durch das Schwefelbakterium Chromatium, in: Schriften des Vereins für Geschichte des Bodensees und seiner Umgebung, 93. Jg. 1975, S. 159–166 (Digitalisat)
- Der altwürttembergische Landgraben vom Heuchelberg zum Bottwartal. Schwäbischer Heimatbund und Schwäbischer Albverein (Hrsg.), Stuttgart 1997. 50 Seiten, 27 s/w-Abbildungen, 1 farbige Karte. ISBN 3-920801-43-1
- Bahnausflüge zwischen Neckar und Tauber. Theiss, Stuttgart 2000. ISBN 978-3-8062-1537-3
- Das Jagsttal von Crailsheim bis Dörzbach. Baier BPB Verlag, Crailsheim 1995, ISBN 3-929233-04-5.
- Das untere Jagsttal. Baier BPB Verlag, Crailsheim 2005, ISBN 3-929233-27-4.
- Das obere Jagsttal von der Quelle bis Crailsheim. Baier BPB Verlag, Crailsheim 2009, ISBN 978-3-929233-82-7.